# Perseo e la Gorgone
Perseo e la Gorgone (Persée et la Gorgone) è un gruppo scultoreo realizzato in vari esemplari dallo scultore francese Laurent Marqueste tra il 1875 e il 1903. Quest'opera, di spirito neobarocco e ispirata al manierismo e al nudo antico, mette in scena Perseo che si appresta a tagliare la testa a Medusa.
Marqueste costruì la propria opera attorno a una figura serpentinata, tipica del manierismo. Come modello egli prese il Perseo con la testa di Medusa di Benvenuto Cellini, risalente al 1533, e si ispirò anche alla Marsigliese di François Rude per la testa di Medusa.
Creato dapprima in gesso nel 1875, il gruppo venne esposto al Salone di pittura e di scultura del 1876, dove Marqueste ottenne la medaglia di prima classe. Una copia in bronzo venne fusa nel 1877, ma l'intonaco ne uscì molto danneggiato, e questa statua venne rifusa dalle truppe tedesche durante la seconda guerra mondiale.
Marqueste realizzò un secondo gesso nel 1887, conservato al musée des Augustins di Tolosa, e due versioni in marmo: una nel 1890, nella cappella del museo di belle arti di Lione, e una nel 1903, alla gliptoteca Ny Carlsberg di Copenaghen.

## Storia
Laurent Marqueste presentò un gesso di Perseo e la Gorgone nel 1875, nel suo secondo anno da pensionario all'accademia di Francia a Roma. Egli ottenne una medaglia di prima classe dopo la sua mostra al Salone di pittura e di scultura del 1876. Questo esemplare venne danneggiato dalla fusione per realizzare una copia bronzea l'anno successivo.
Lo stato francese acquistò il gesso di Marqueste dopo il Salone, poi l'amministrazione delle belle arti ordinò una copia in bronzo nel 1877 a Thiébaut & Fils. Messa in deposito dal centro nazionale delle arti plastiche nel vecchio museo di belle arti di Niort, questa venne rifusa dalle truppe tedesche nel 1942. Laurent Marqueste realizzò un nuovo gesso nel 1887, messo in deposito al museo tolosano a partire dal 1905.

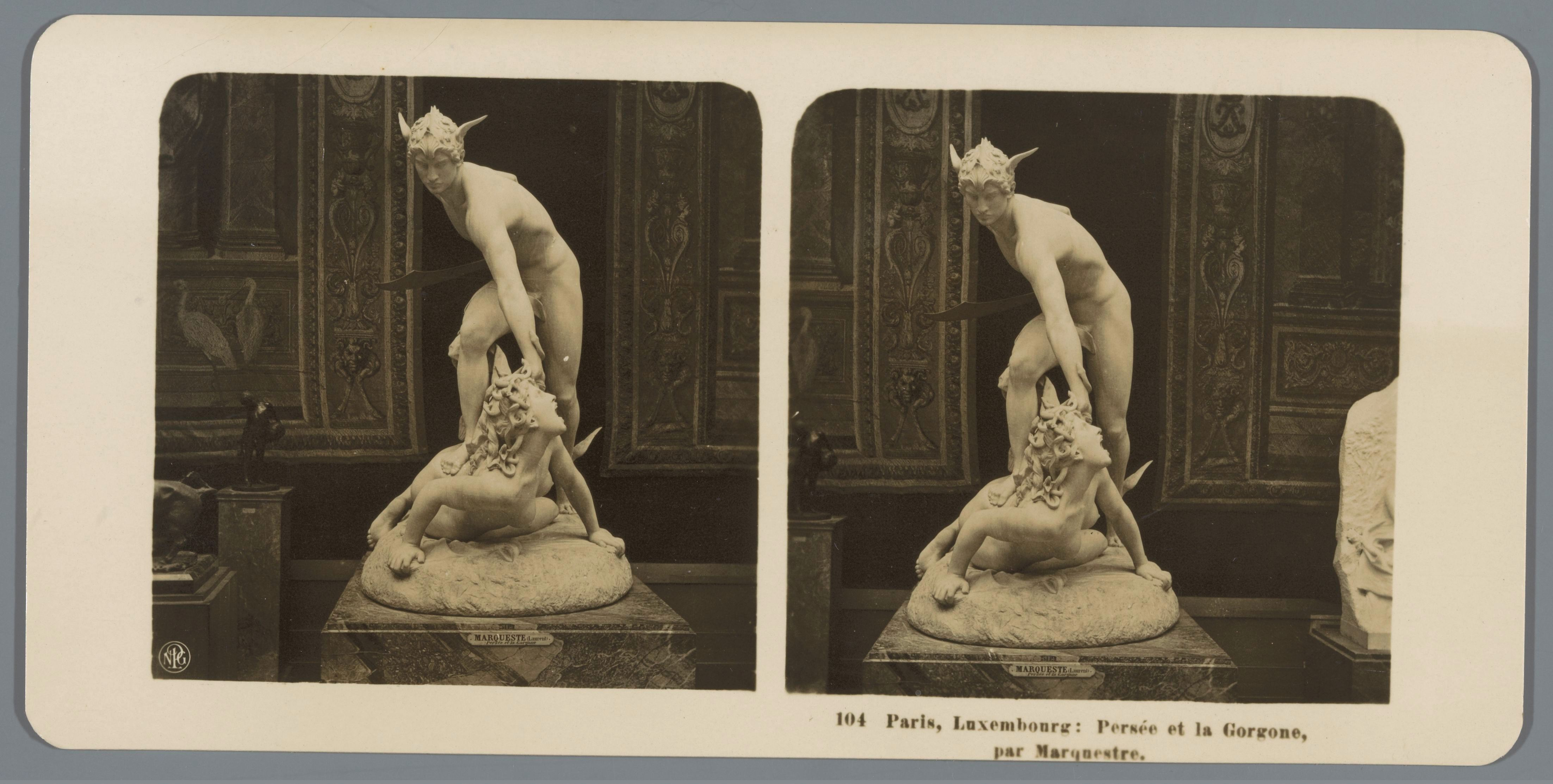
La statua di Marqueste esposta al museo del Lussemburgo in una stereoscopia dell'epoca.

Egli creò una prima versione in marmo, esposta al Salone degli artisti francesi del 1890 e poi acquistata dallo stato per 18.000 franchi assieme a Gilliatt et la pieuvre di Joseph Carlier. Le due statue vennero esposte al museo del Lussemburgo di Parigi fino al 4 marzo 1931, poi vennero messe nel deposito dei marmi al museo del Louvre.
Nel 1933, le due opere furono messe in deposito al municipio di Villeurbanne e poi vennero installate negli anni 1970 all'entrata del centro nautico Étienne Gagnaire, situato nella stessa città. Questo passaggio al di fuori degli ambienti accademici è dovuto a un periodo nel quale lo stile neobarocco cadde in disuso, pertanto la statua venne esposta senza un base protettiva. Nel 1986, l'opera di Marqueste venne assegnata al museo d'Orsay, a Parigi. In seguito le due sculture vennero trasferite nel museo lionese grazie al direttore di allora, Philippe Durey. Nel 2000 venne restaurata da Emmanuel Desroches, che la pulì e riattaccò due frammenti dei calzari alati di Perseo, oltre a pulire l'opera di Carlier. La scultura fa parte del percorso tematico sulle figure eroiche del museo.
Una seconda versione in marmo venne scolpita nel 1903 e ora si trova nella gliptoteca copenaghense.

## Descrizione

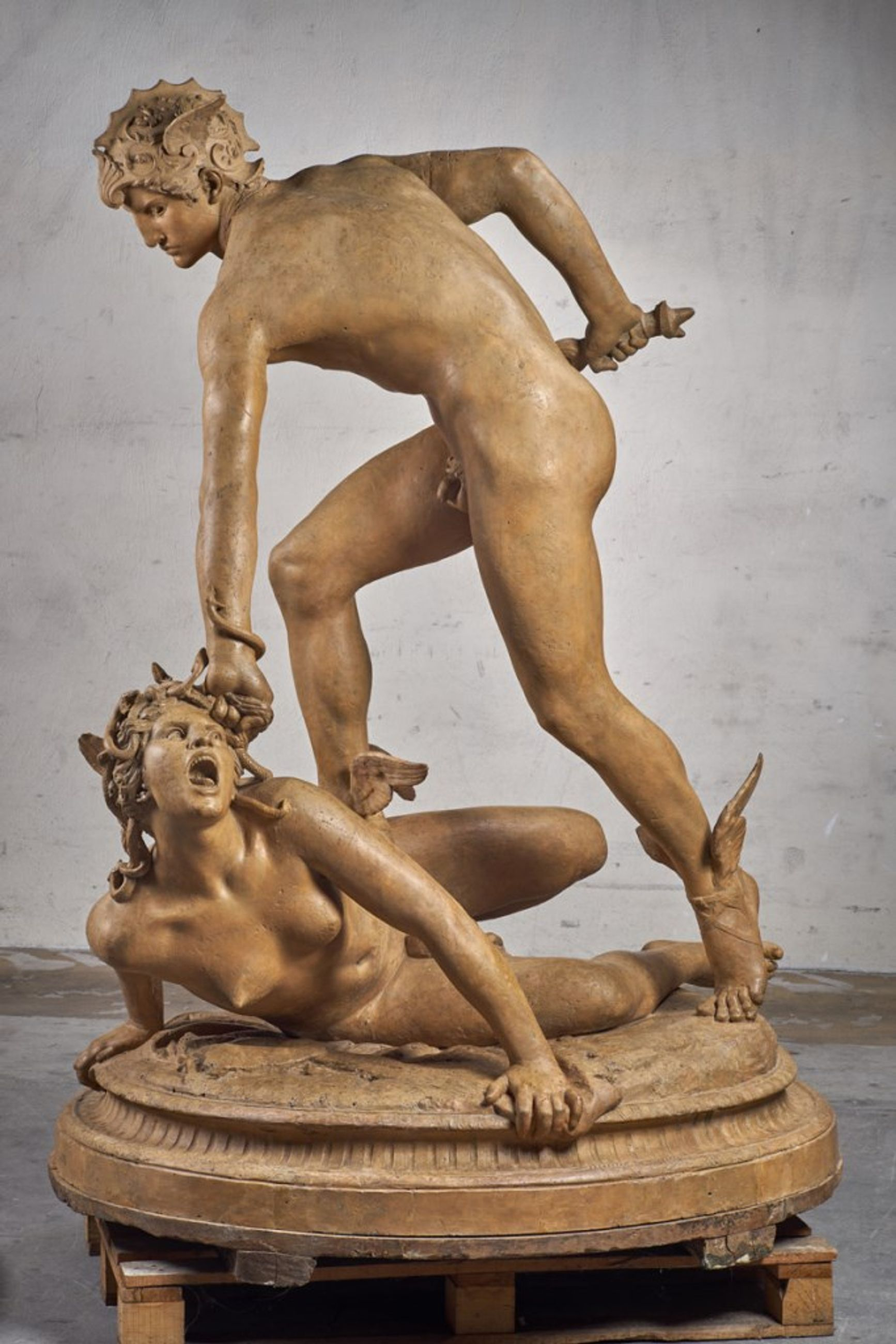
Il modello in gesso conservato a Tolosa.

Il gruppo rappresenta Perseo, inviato da Polidette a cercare la testa di Medusa: lo scultore lo mostra mentre scavalca la gorgone terrorizzata, le afferra i capelli e si piega per decollarla. Nella mitologia greca, Medusa era una fanciulla che incantava con la sua bellezza: dopo essere stata stuprata da Poseidone, fece infuriare Atena, che la trasformò in una gorgone orribile. Perseo venne incaricato di recuperare la sua testa, il cui sguardo aveva il potere di pietrificare, anche se tagliata. Tra le armi leggendarie che gli furono fornite dagli dèi per affrontare l'impresa, Marqueste l'ha equipaggiato dell'elmo di Ade che rende invisibili (la kunée), dei sandali alati che permettono di volare e la spada ricurva di Ermete: manca solo lo scudo di Atena che serviva a evitare lo sguardo delle gorgoni usandolo come uno specchio. Perseo schiaccia Medusa al suolo con il suo piede così da non farsi pietrificare dal suo sguardo. Egli ha l'aria determinata ma leggermente inquieta, in quanto la gorgone urla di terrore.
I tre esemplari sono conservati a Tolosa, Lione e Copenaghen. Alcune riduzioni in bronzo di 46 centimetri di altezza furono fuse nello studio di  Ferdinand Barbedienne. La spada della versione marmorea lionese è andata perduta e dietro la base è presente l'iscrizione L. MARQUESTE. 1890.

## Stile

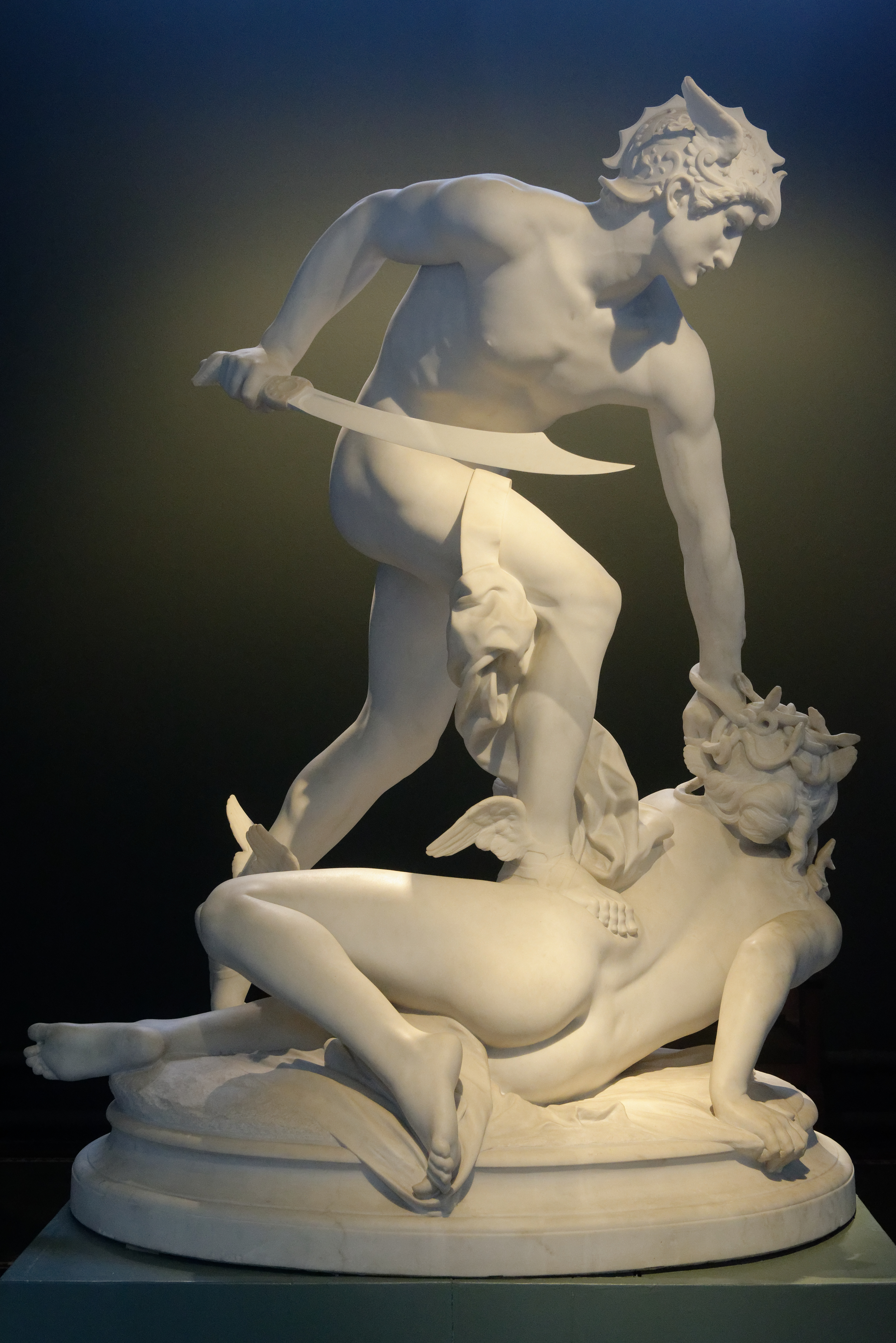
La versione marmorea copenaghense.

Marqueste si ispirò al nudo antico e al Perseo con la testa di Medusa celliniano, aggiungendo il movimento della lotta, ma "uno sguardo femminista aggiunto sull'opera non può che registrare con una certa inquietudine il contrasto tra la maestria virile e la gesticolazione sconfitta del corpo femminile". L'unico punto in comune che si può trovare con la statua Gilliatt e la piovra di Joseph Carlier, che si rifà al libro I lavoratori del mare di Victor Hugo e non alla mitologia, è lo stile neo-barocco.
Egli donò al viso della gorgone un'aria spaventosa che richiama la Medusa caravaggesca, al contrario della Medusa Ludovisi che sembra addormentata, ma probabilmente prese come modello il volto della Marsigliese nel rilievo La partenza dei volontari del 1792 situato sull'arco di Trionfo a Parigi.
Marqueste scolpì il "bene che trionfa sul male", che mostra la bravura di Perseo contro l'orrore di Medusa. L'insieme forma un'unità drammatica nella quale i corpi dei due combattenti conducono lo spettatore in una spirale tipica della figura serpentinata, invitandolo a girare intorno all'opera.
Nel 1890, il critico Maurice Albert fece notare come Marqueste avesse donato alla gorgone un corpo grazioso che contrasta con le rappresentazioni antiche, di solito ripugnanti e massicce: come fonte di ispirazione ipotizza il volto decollato della Medusa Ludovisi che evoca la sua bellezza prima di essere trasformata in un mostro da Atena. Al contrario, Louis de Fourcaud qualifica il gruppo come "molto robusto, ma molto noioso e parecchio da premio di Roma" per la sua influenza troppo classica e non abbastanza avanguardista, secondo lui. L'opera venne ben accolta dai suoi contemporanei e venne giudicata come rappresentativa della scuola tolosana.

## Contesto
Laurent Marqueste apparteneva a un gruppo di scultori francesi neo-fiorentini che si interessava all'arte del Rinascimento, e quindi si inseriva nella corrente del manierismo: il Perseo di Cellini appare vittorioso mentre quello di Marqueste è nel mezzo dell'azione e si osserva da tutti i lati. Il suo piede sinistro in movimento richiama il Mercurio del Giambologna. Si possono notare anche delle influenze del Bernini, le cui opere potrebbero essere state osservate dall'artista quando era a Villa Borghese. La statua di Benvenuto Cellini e il suo tema hanno ispirato anche Auguste Rodin nel 1887 e Camille Claudel nel 1897.

## Galleria d'immagini

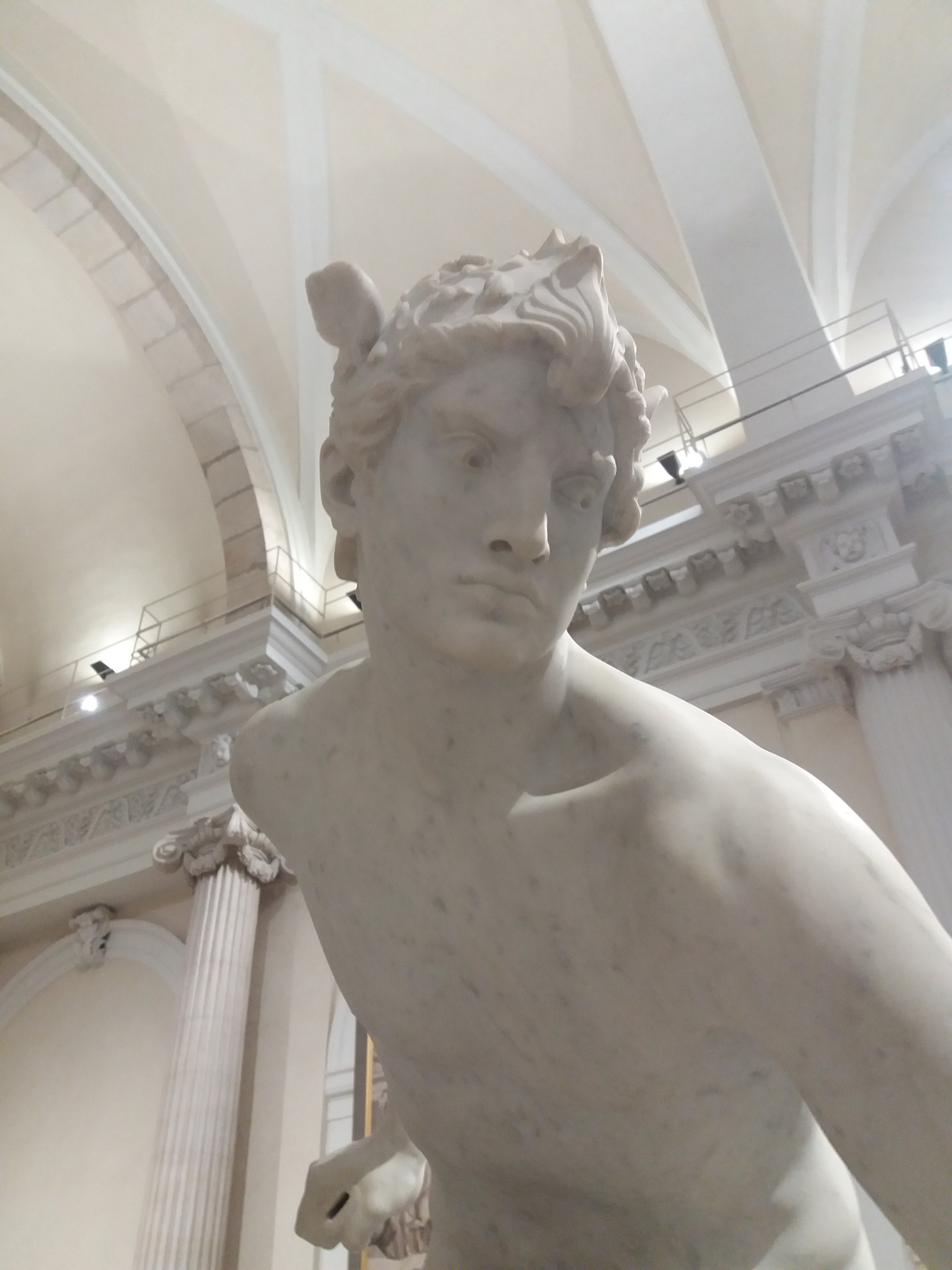
Un dettaglio di Perseo.
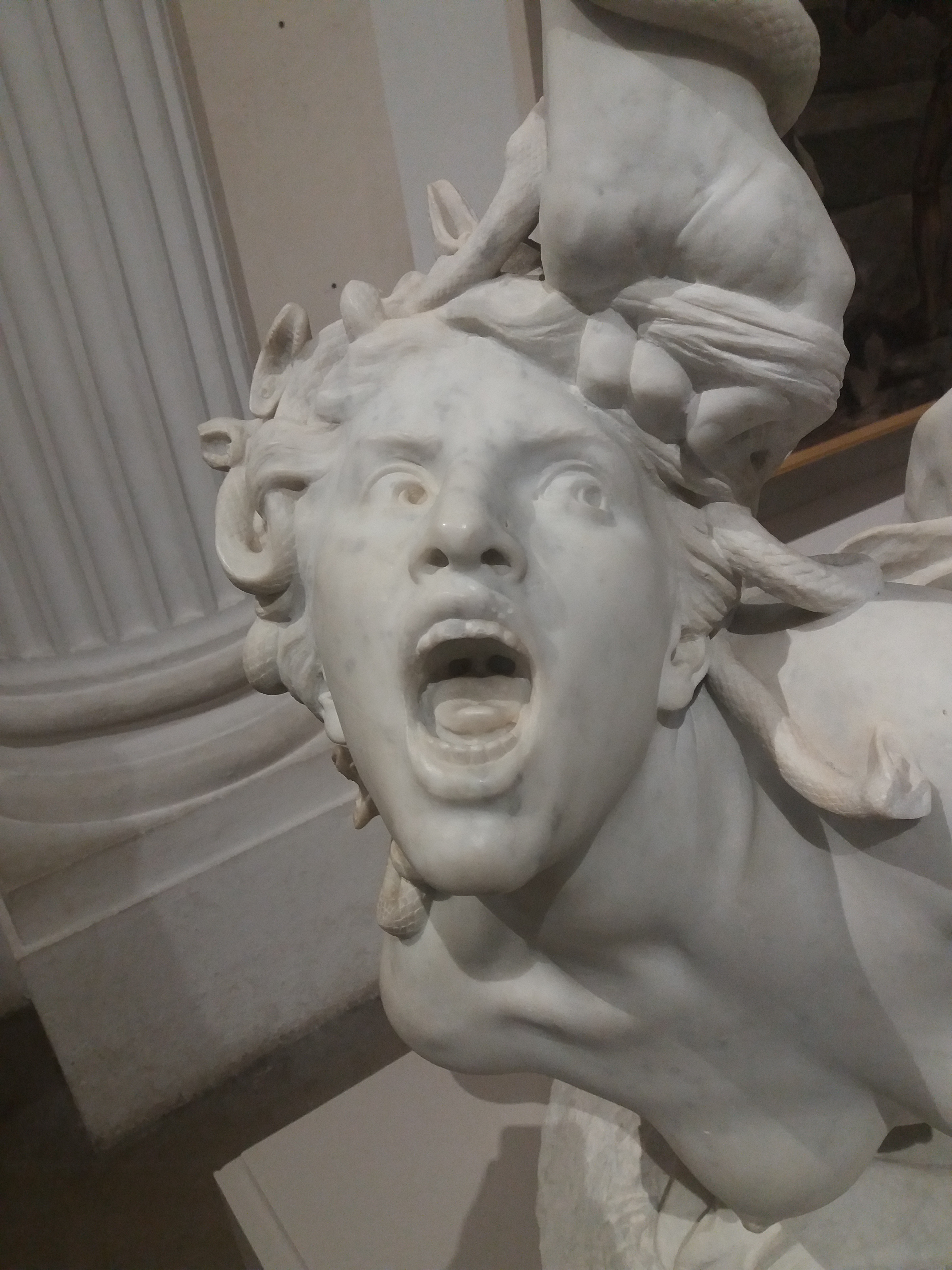
Un dettaglio della testa di Medusa.
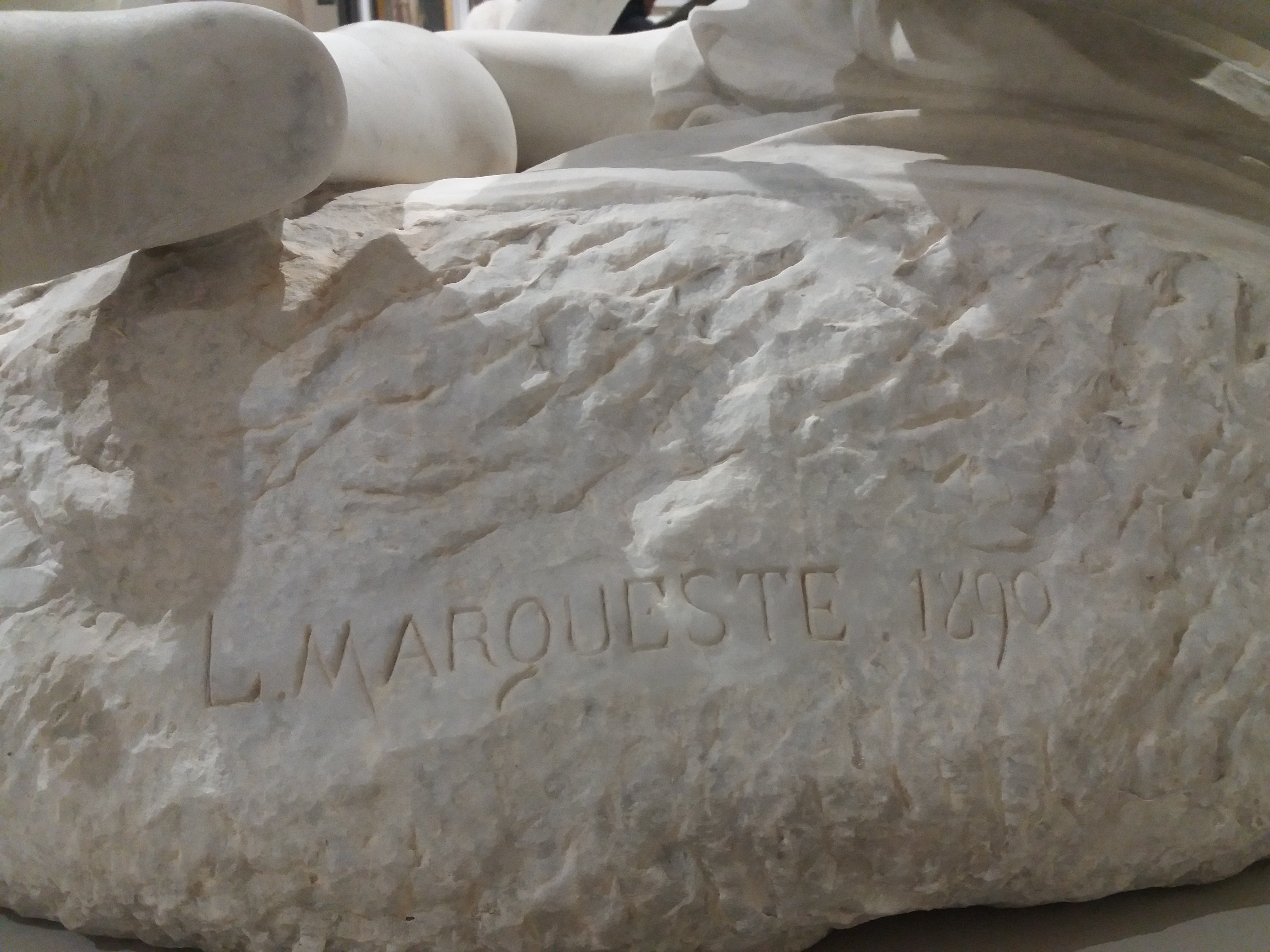
La firma dello scultore nella versione lionese.
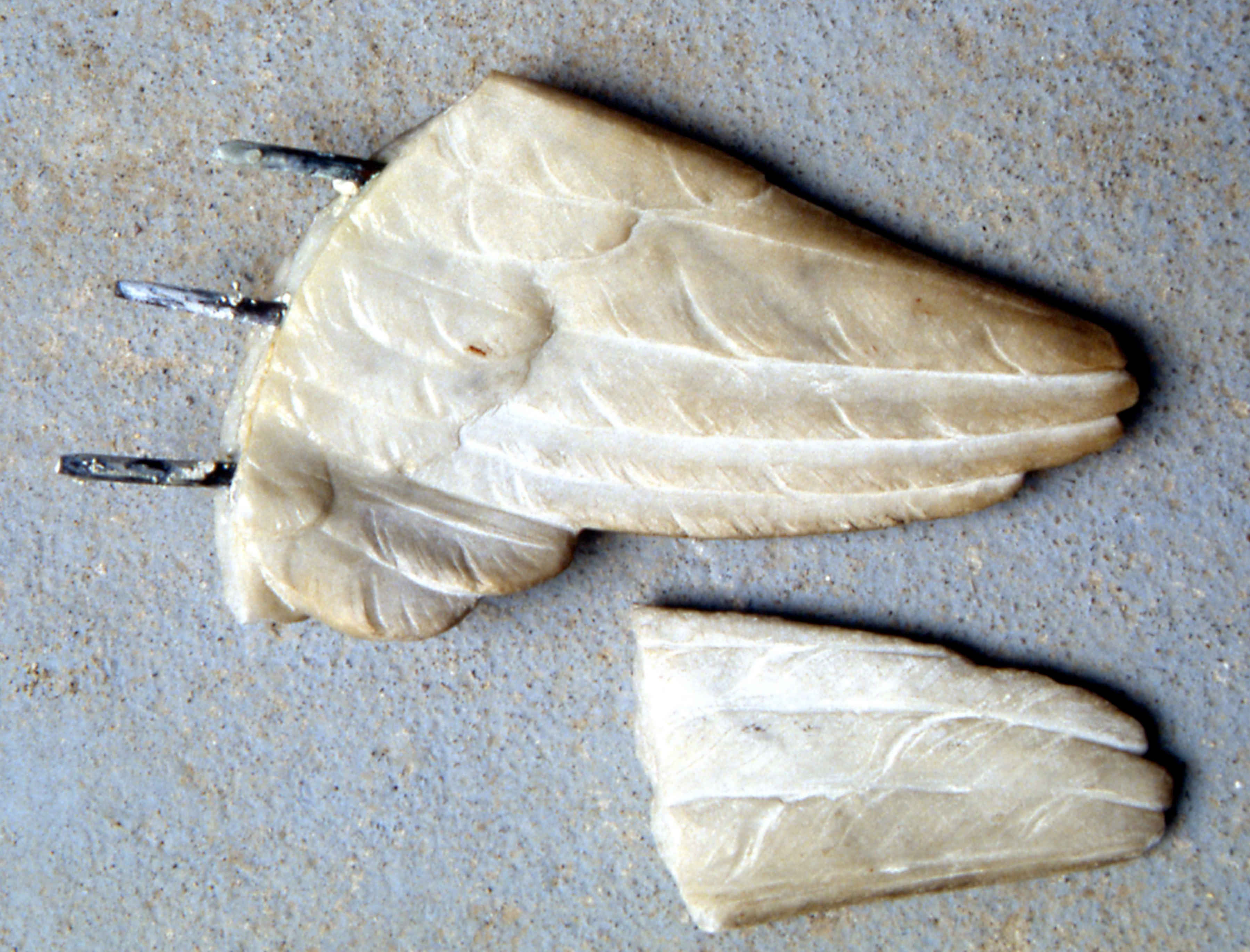
Le ali dei calzari alati prima del restauro del 2000.